# Liste der Kulturdenkmäler in Ernzen
In der Liste der Kulturdenkmäler in Ernzen sind alle Kulturdenkmäler der rheinland-pfälzischen Ortsgemeinde Ernzen aufgeführt. Grundlage ist die Denkmalliste des Landes Rheinland-Pfalz (Stand: 27. Juni 2022).

## Denkmalzonen
| Bezeichnung              | Lage                            | Baujahr                        | Beschreibung | Bild            |
| ------------------------ | ------------------------------- | ------------------------------ | --- | --------------- |
| Denkmalzone Daxlaystraße | Daxlaystraße 3, 4, 5, 7, 9 Lage | spätes 18. und 19. Jahrhundert | mittlerer Abschnitt der Daxlaystraße charakterisiert durch Kleinbauernhöfe aus dem späten 18. und dem 19. Jahrhundert (Nr. 4 Streckhof, um 1820, Nr. 5 Wohnhaus mit Backhaus, bezeichnet 1790, Nr. 7 aus der Mitte des 19. Jahrhunderts, Nr. 9 bezeichnet 1839) | BW              |
| Denkmalzone Felsenweiher | südwestlich des Ortes Lage      | vor 1868                       | romantische landschaftsgärtnerische Anlage mit Quelle, Kanal, Becken, Weiher, vor 1868 | Fotos hochladen |

## Einzeldenkmäler
| Bezeichnung                        | Lage                                  | Baujahr                            | Beschreibung | Bild                           |
| ---------------------------------- | ------------------------------------- | ---------------------------------- | --- | ------------------------------ |
| Wohnhaus                           | Ferschweilerstraße 1 Lage             | 1875                               | Wohnhaus, 1875 | BW                             |
| Hofanlage                          | Ferschweilerstraße 2 Lage             | vor 1855                           | Vierseithof; im 1855 erweiterten Wohnhaus Ausstattung der Stube; Stall und Schuppen wohl gleichzeitig                                                                         | BW                             |
| Katholische Pfarrkirche St. Markus | Flurstraße 1 Lage                     | 1731                               | barockes Langhaus, bezeichnet 1731; Querhaus, Apsis und Turm 1954, Architekt Hans Geimer, Bitburg; auf dem Kirchhof Pfarrergrabstein, um 1868                                 | weitere Bilder Fotos hochladen |
| Forsthaus                          | Flurstraße 26 Lage                    | 1816                               | ehemaliges Forsthaus; langgestreckter Putzbau; Wohnhaus bezeichnet 1816, ehemalige Scheune älter, zweite Scheune bezeichnet 1822, Stallgebäude um 1840; Garten- und Hofmauern | BW                             |
| Wegekreuz                          | Flurstraße, Ecke Theisstraße Lage     | 19. Jahrhundert                    | barockes Grabkreuz, Sockel aus dem 19. Jahrhundert | BW                             |
| Wegekreuz                          | Messeweg, vor Nr. 12 Lage             | 1620                               | reliefiertes Schaftkreuz, bezeichnet 1620 | BW                             |
| Hofanlage                          | Theisstraße 2 Lage                    | 1746                               | Streckhof; Wohnhaus mit Kniestock, bezeichnet 1786, Wirtschaftstrakt mit 1746 bezeichneter Scheune, Kapelle bezeichnet 1886                                                   | BW                             |
| Ernzer Hof                         | südlich des Ortes Lage                | 18. Jahrhundert                    | Vierseithof; Wohnhaus aus dem 18. Jahrhundert, 1799 überformt; Ökonomiegebäude, bezeichnet 1829, weitere Ökonomien, wohl aus der Mitte des 19. Jahrhunderts                   | BW                             |
| Wasserbehälter                     | südöstlich des Ortes an der K 20 Lage | 1914                               | Wasserbehälter; Buckelqauderbau mit neubarockem Portal, 1914 | BW                             |
| Wegekreuz                          | südwestlich des Ortes Lage            | zweite Hälfte des 18. Jahrhunderts | Wegekreuzfragment, spätbarock (?) | BW                             |
| Jegerkreuz                         | westlich des Ortes Lage               | 1733                               | Wegekreuz, in Felsen gemeißeltes Rotsandsteinrelief, 1733 | BW                             |
| Weiheinschrift                     | westlich des Ortes Lage               | 2. bis 5. Jahrhundert              | Weiheinschrift auf einem Sandsteinfelsen, römisch | Fotos hochladen                |